# Radonja (folyó)
A Radonja egy folyó Horvátországban, Szlavóniában, a Korana jobb oldali mellékvize.

## Leírása
A Radonja a Petrova gora (hegység) északi lejtőin a Petrovac és a Veliki Velebit alatt ered és Tušilović falutól északnyugatra fél km-re ömlik a Koranába. Hosszúsága 25,5 km, a vízgyűjtő területe 222,1 km². Főbb mellékvizei a Fiume, a Kolarić (Kolarića-patak), a Johovo (Johovo-patak) és a Vojišnica.